# 아돌프 폰 힐데브란트

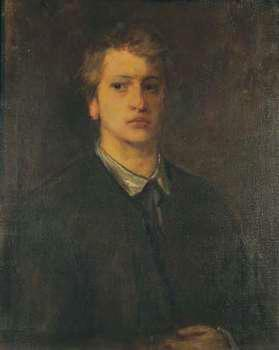

아돌프 폰 힐데브란트(Adolf von Hildebrand, 1847년 ~ 1921년)는 독일의 미학자이자 조각가이다. 1867년 이탈리아에 유학하여 피렌체에서 조각을 연구하였다. 그는 고전 작품의 귀족적 예술 이상에 감화하여 시각적이며 구성적인 본질을 주장하였다. 1835년부터는 우편 제도에 흥미를 가져 정해진 값의 우표만 붙이면 어디서나 받아볼 수 있는 우편 제도를 제창하였다. 그는 독일 조각의 아버지라고 불리며, 미술 교육자로서도 유명하다. 작품으로 〈비텔스바하 분수장〉, 〈브람스 기념상〉 등이 있으며, 저서로 《조형 미술에 있어서의 형식상 문제》가 있다.

## 참고 자료
- 이 문서에는 다음커뮤니케이션(현 카카오)에서 GFDL 또는 CC-SA 라이선스로 배포한 글로벌 세계대백과사전의 내용을 기초로 작성된 글이 포함되어 있습니다.